# Mustasaari (ö i Finland, Södra Karelen, Villmanstrand, lat 60,73, long 27,98)
Mustasaari är en ö i Finland. Den ligger i sjön Husujärvi och i kommunen Villmanstrand i den ekonomiska regionen  Villmanstrands ekonomiska region  och landskapet Södra Karelen, i den södra delen av landet, 180 km öster om huvudstaden Helsingfors. Öns area är 0,6 hektar och dess största längd är 120 meter i sydöst-nordvästlig riktning.